# Тэммоку

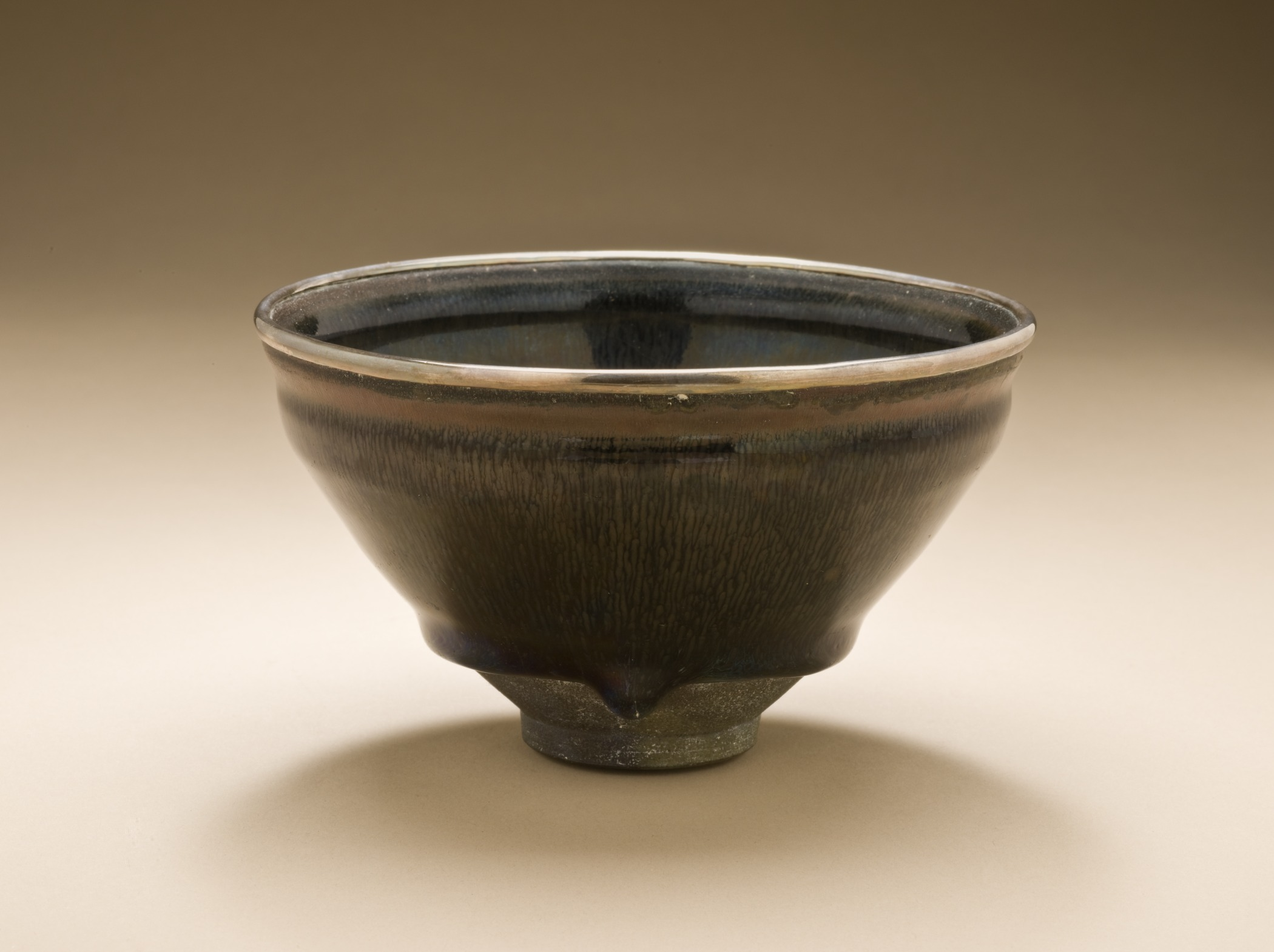
Тэммоку

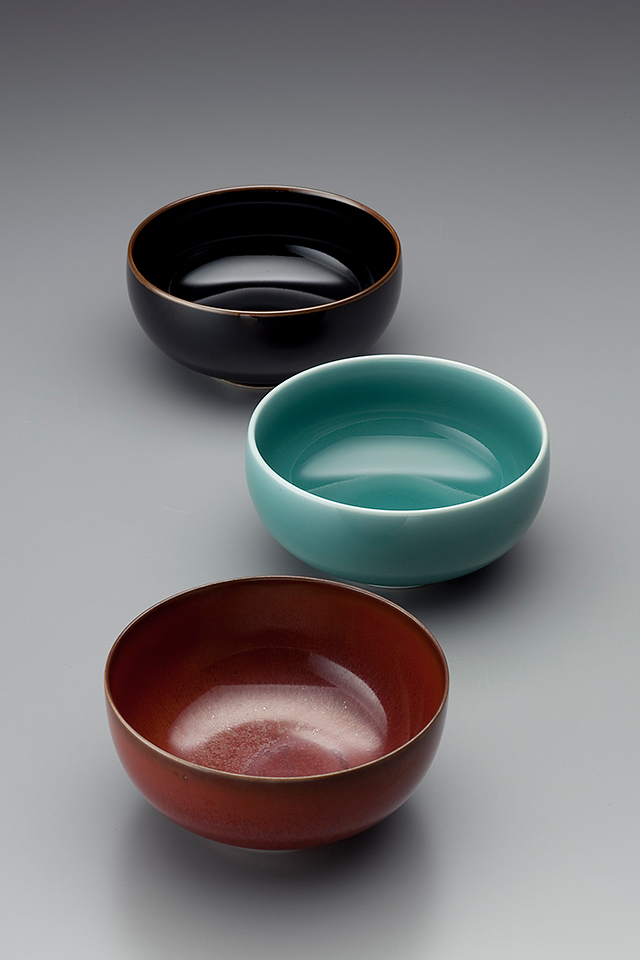
Три японские миски с монохромной тэммоку

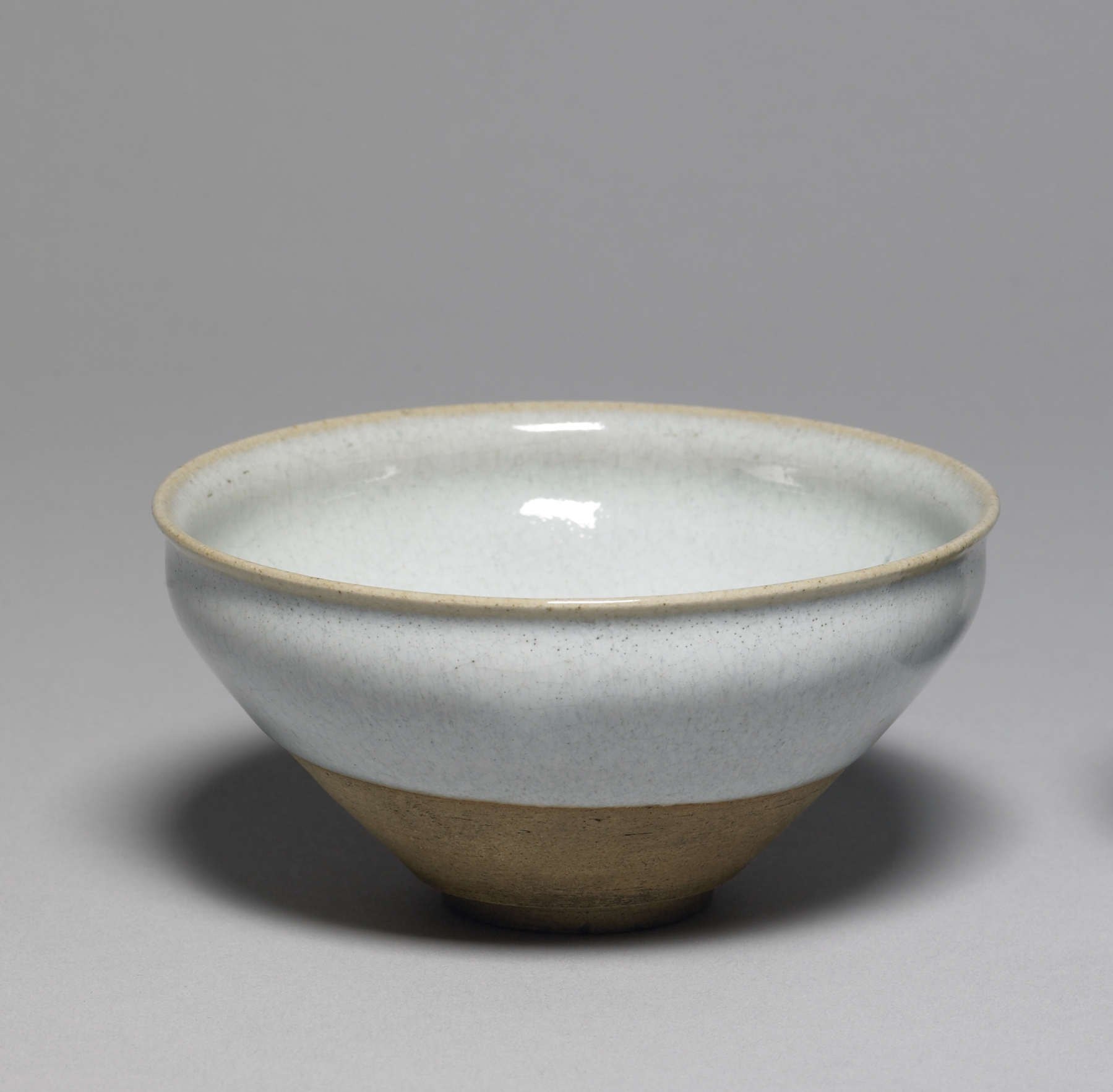
Белая тэммоку на японском тяване

Тэммоку (яп. 天目) — разновидность железной глазури для керамики, изначально китайской, затем японской; также сами керамические изделия, покрытые этой глазурью, в основном тяваны (чайные чашки). Обычно имеет тёмно-коричневый или чёрный цвет, но может быть также жёлтой, зелёной и фиолетовой. Тэммоку были наиболее популярны в Китае в период правления империи Сун (960—1279), в Японии же период их наибольшей известности продолжался с XII по XVI века, после чего их затмила керамика раку.

## История
Слово «тэммоку» — японское прочтение названия китайской горы Тяньму (кит. 天目, пиньинь tiānmù), где монахи использовали керамику с подобными глазурями для чайной посуды, и где с ними познакомились японские монахи. Китайское название этой разновидности керамики — цзянь (кит. 建, пиньинь Jiàn от района Цзяньян в Фуцзяни), она попала в Японию в Средние века, её много импортировали в периоды Камакура и Муромати (1185—1573 годы).
В 1323 году из Нинбо в Фукуоку отправился торговый корабль, гружёный керамикой, металлическими, деревянными и каменными изделиями, а также лечебными травами, благовониями и тому подобными товарами; среди почти 2000 гончарных изделий (не считая селадоны и фарфор) было 320 чаш тэммоку, причём 50 из них уже бывали в употреблении. Так как печи Цзяньяна в то время уже не работали, чайные чаши, по-видимому, перекупили у антикваров, что свидетельствует о высоком спросе на китайскую посуду в Японии. Корабль затонул у западного берега Корейского полуострова и был поднят на поверхность лишь в 1976 году.
В Японии слово «тэммоку» впервые было записано в Японии начале периода Муромати (1338—1573), тогда же были составлены каталоги и списки известных разновидностей китайских тэммоку. Долгое время эту керамику производили только в печах Сето—Мино. Хотя японские изделия формой очень похожи на китайский оригинал, там использовались другие глины, глазури и техники изготовления, причём в отличие от китайских глин в Сето—Мино не было сырья, богатого железом, подобно фуцзяньским глинам, и японским гончарам приходилось припудривать свои изделия железосодержащим порошком для получения изделий тёмного цвета.

## Состав глазури, цвет и форма
Тэммоку представляют собой либо шликер из глины и древесного пепла, либо смесь полевых шпатов с древесным пеплом или известняком и 4—12 процентами оксида железа, обычно закиси железа. При обжиге изделия обычно быстро нагревают и быстро же остужают, что приводит к оксидизации.
В Китае тэммоку ценили за толстые стенки, медленно отдающие тепло, и цвет — они в основном имели тёмный или чёрный цвет, оттеняющий цвет взбитого в пену чая, однако известны синие изделия, жёлтые, цвета черепахового панциря и так далее. Отличительной особенностью японских тэммоку стала форма: китайские тяваны имели множество различных форм, японские же — преимущественно трапециевидные в разрезе, с узким дном и широким раструбом, обод слегка выгнут наружу.

## Лучшие образцы
Наиболее тонкой работой считались предметы с «маслянистыми пятнами», как на тяванах Ёхэн (яп. 曜変 ё:хэн) и Инаба (яп. 稲葉), входящих в список национальных сокровищ Японии; когда на поверхность такого изделия попадает свет, тяван отражает его сполохом разноцветных лучей от зелёного до фиолетового цвета. Другой ценный эффект носит название «заячьего меха», это, как и «маслянистые пятна», результат разделения глазури во время обжига, однако добиться его легче. Различают две разновидности заячьего меха: светлые пятна, напоминающие контрастные волоски на заячьей шерсти, и нечёткие волнистые линии, напоминающие подшёрсток.

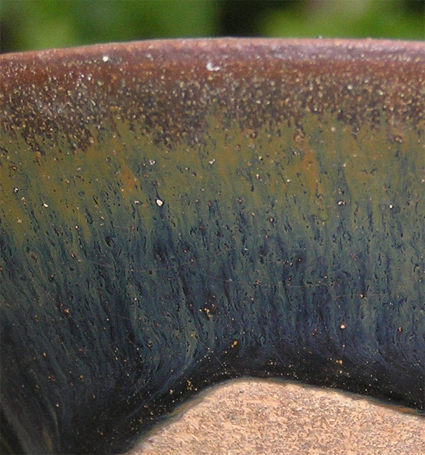
«Заячий мех» на китайской тэммоку
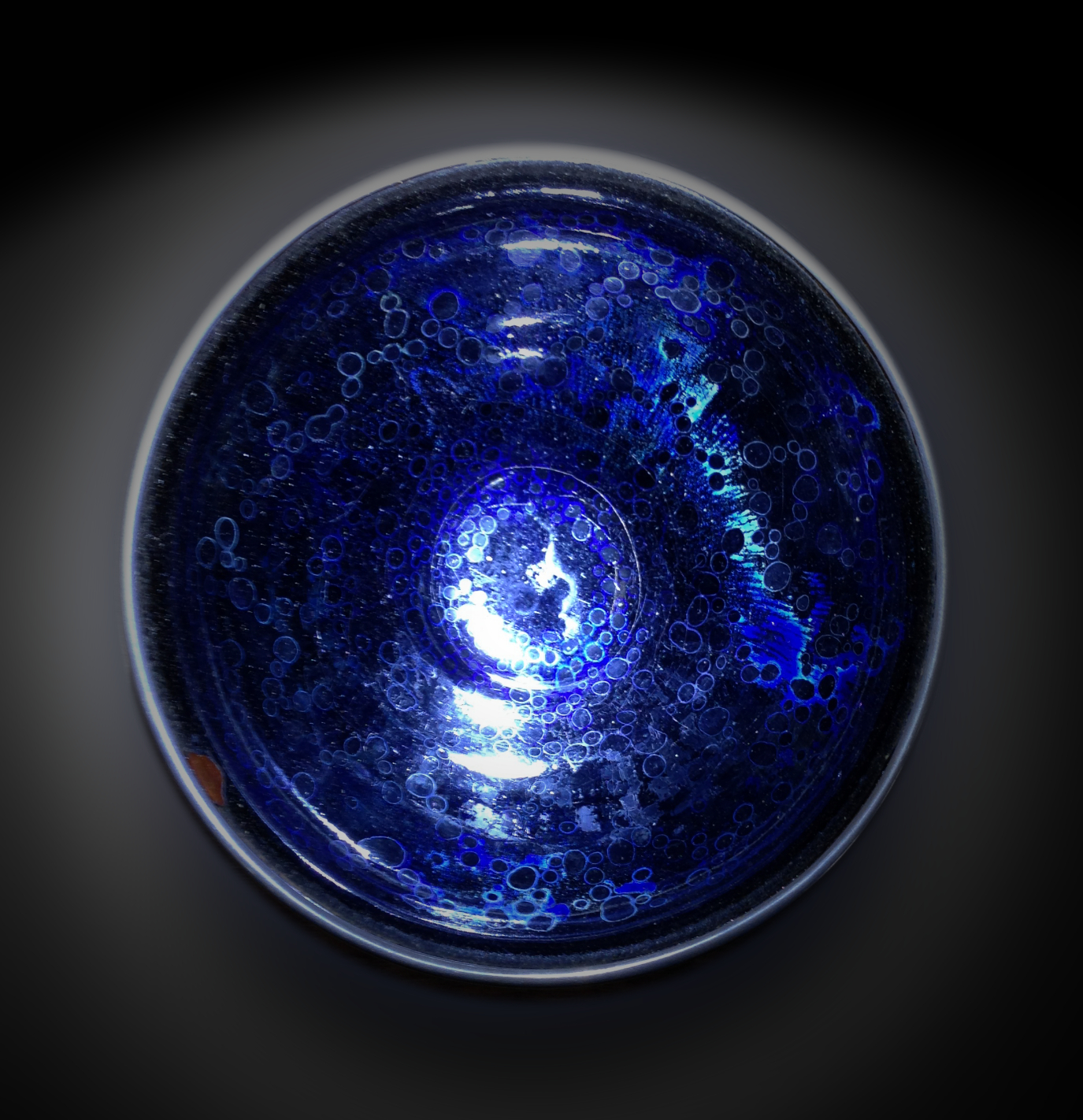
Китайский тяван «Ёхэн», Музей искусств Фудзиты[яп.]